# Kim Bauermeister
Kim Bauermeister (Alemania, 20 de noviembre de 1970) es un atleta alemán retirado especializado en la prueba de 3000 m, en la que consiguió ser campeón europeo en pista cubierta en 1994.

## Carrera deportiva
En el Campeonato Europeo de Atletismo en Pista Cubierta de 1994 ganó la medalla de oro en los 3000 metros, con un tiempo de 7:52.34 segundos, por delante del rumano Ovidiu Olteanu y del británico Rod Finch.